# Patricia Viterbo
Patricia Viterbo (* 21. März 1939 in Le Vésinet als Nicole Marie Viterbo; † 10. November 1966 in Paris) war eine französische Schauspielerin.

## Leben
Viterbo wuchs in Versailles und Saint-Germain-en-Laye, arbeitete als Kosmetikerin und modelte für Christian Dior. Von 1960 bis 1962 war Viterbo mit dem Sänger Johnny Hallyday verlobt.
Viterbo starb während der Dreharbeiten zu dem 1967 erschienenen Spionagefilm Judoka – Unser Mann von Interpol, als der von Schauspielkollege Henri Garcin gesteuerte MG Midget MK III auf der nassen Fahrbahn in die Seine rutschte. Während Garcin leicht verletzt entkommen konnte, gelang es der jungen Schauspielerin nicht die Fahrzeugtür zu öffnen.

## Filmografie
- 1963: Eddie wieder colt-richtig (Des frissons partout)
- 1964: Donde tú estés
- 1964: Eddie – wenn das deine Mutti wüßte! (Laissez tirer les tireurs)
- 1964: Interpol jagt leichte Mädchen (Requiem pour un caïd)
- 1964: Lucky Jo
- 1964: Les gorilles
- 1964: Il piombo e la carne
- 1964: Les gros bras
- 1965: Eddie, Blüten und Blondinen (Ces dames s’en mêlent)
- 1965: You Must Be Joking!
- 1966: Kommissar, sie riskieren zuviel (Sale temps pour les mouches)
- 1967: Judoka – Unser Mann von Interpol (Le Judoka agent secret)
- 1967: Zwei auf gleichem Weg (Two for the Road)
- 1967: Hell Is Empty